# Automeris grammocuscoensis
Automeris grammocuscoensis é uma espécie de mariposa do gênero Automeris, da família Saturniidae.
Sua ocorrência foi registrada no Peru.